# Bang (film)
Bang è un film indipendente del 1995, scritto e diretto da Ash.

## Trama
Una giovane e introversa attrice (Darling Narita) conduce una vita monotona con una carriera costellata soltanto da profonde delusioni e insuccessi. Durante un provino, la ragazza si rifiuta di recitare una scena sessuale venendo così cacciata dagli studios dal furioso produttore. Come se non bastasse, per un'inezia viene arrestata da un meschino agente di polizia che, in cambio del proprio rilascio, pretende una fellatio. La ragazza, per tutta risposta, lo disarma e dopo averlo spogliato della sua divisa ed averlo ammanetato ad un albero, fugge con la sua moto. Trovatasi suo malgrado nelle vesti di tutrice della legge, decide di provare soltanto per un giorno la vita di un agente di polizia. La ragazza si ritroverà, così, catapultata in una realtà a lei sconosciuta: una realtà crudele fatta di violenza e irta di pericoli di ogni genere.